# Ichneumon gracilentus
Ichneumon gracilentus là một loài tò vò trong họ Ichneumonidae.

## Hình ảnh

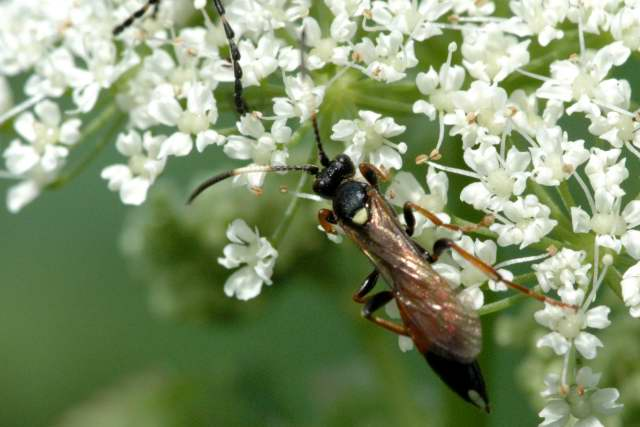
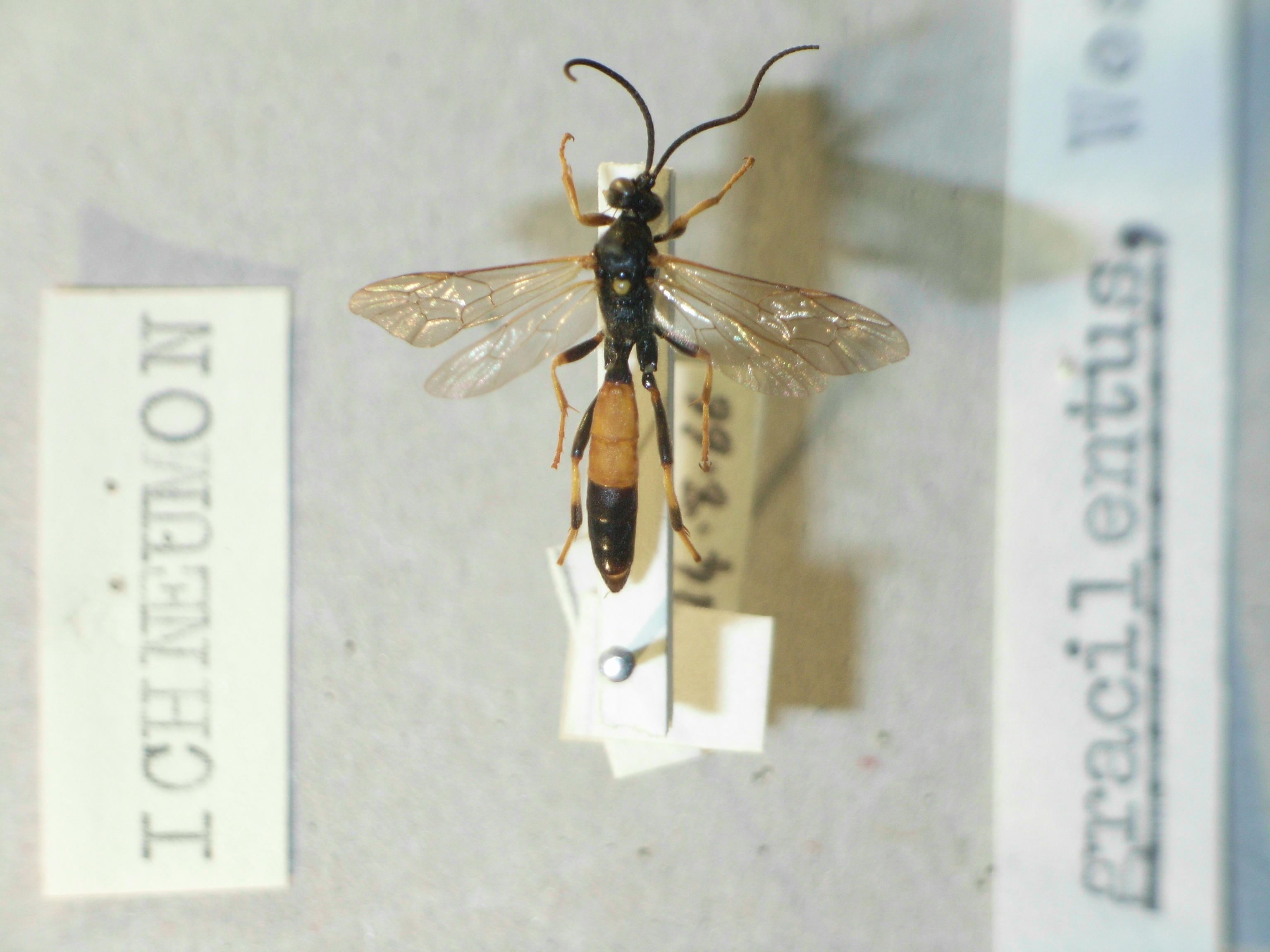